# جیم دورتی (بازیکن فوتبال)
جیم دورتی (انگلیسی: Jim Dougherty; ۱۹ نوامبر ۱۸۷۸ – 1944) بازیکن فوتبال اهل بریتانیا بود.
از باشگاه‌هایی که در آن بازی کرده‌است می‌توان به باشگاه فوتبال کاونتری سیتی، باشگاه فوتبال ووستر سیتی، باشگاه فوتبال بیرمنگام سیتی، و باشگاه فوتبال چورلی اشاره کرد.